# Луиза Датска (1875–1906)
Луиза Каролина Йозефина София Тира Олга Датска (на датски: Prinsesse Louise af Danmark; на немски: Louise Caroline Josephine Sophie Thyra Olga zu Schleswig-Holstein-Sonderburg-Glücksburg, Prinzessin von Dänemark; * 17 февруари 1875 в дворец Амалиенборг, Копенхаген; † 4 април 1906 в дворец Ратибориц/Ratibořice, Бохемия, Австро-Унгария) от род Дом Олденбург, Шлезвиг-Холщайн-Зондербург-Глюксбург е принцеса от Дания и чрез женитба принцеса на Шаумбург-Липе.

## Биография
Тя е дъщеря на датския крал Фредерик VIII (1843 – 1912) и съпругата му принцеса Луиза Йозефина Евгения Бернадота Шведска (1851 – 1926), дъщеря на шведския крал Карл XV Бернадоте (1826 – 1872) и принцеса Луиза Нидерландска фон Насау (1828 – 1871). Сестра е на датския крал Кристиан X (1870 – 1947) и норвежкия крал Хокон VII (1872 – 1957).
Луиза Датска се омъжва на 5 май 1896 г. в Копенхаген за принц Фридрих фон Шаумбург-Липе (* 30 януари 1868; † 17 декември 1945), син на принц Вилхелм фон Шаумбург-Липе (1834 – 1906) и принцеса Батилдис фон Анхалт-Десау (1837 – 1902).
Луиза и нейният съпруг отиват да живеят в дворец Ратибориц в Бохемия. Луиза страда от меланхолия и редовно посещава фамилията си в Дания.
Луиза Датска умира на 31 години на 4 април 1906 г. в дворец Ратибориц/Ratibořice, Бохемия. Нейният свекър Вилхелм фон Шаумбург-Липе умира същия ден. Фридрих фон Шаумбург-Липе се жени втори път на 26 май 1909 г. за принцеса Антоанета фон Анхалт (* 3 март 1885; † 3 април 1963).

## Деца
Луиза Датска и Фридрих фон Шаумбург-Липе имат три деца:
- Мария Луиза Дагмар Батилдис Шарлота фон Шаумбург-Липе (* 10 февруари 1897; † 1 октомври 1938), омъжена на 27 април 1916 г. за принц Фридрих Зигизмунд Пруски (* 17 декември 1891; † 6 юли 1927, пада от коня си в Швейцария)
- Принц Кристиан Николаус Вилхелм Фридрих Алберт Ернст Стефан фон Шаумбург-Липе (* 20 февруари 1898; † 13 юли 1974), женен на 9 септември 1937 г. за принцеса Феодора Датска (* 3 юли 1910; † 17 март 1975)
- Стефани Александрина Хермина Тира Ксения Батилдис Ингеборг фон Шаумбург-Липе (* 19 декември 1899; † 2 май 1925), омъжена на 9 септември 1921 г. за 5. княз Виктор Адолф фон Бентхайм-Щайнфурт (* 18 юли 1883; † 4 юни 1961)

- Принц Фридрих фон Шаумбург-Липе, 1894
- Дворец Ратибориц/Ratibořice
- Герб на Дом Олденбург
- Герб на Шаумбург-Липе